# MAH
MAH（マー、本名：小川 雅代（おがわ まさよ）、1969年5月25日 - ）は、日本のギタリスト、作家、モデル、女優。東京都港区出身。

## 概要
ロック・バンドJETT SETTのリードギターリスト、ヴォーカリスト、作詞家、作曲家、編曲家。東京近郊で活動中。10代から女優、モデルとしての実績もあり。一時は母である小川真由美とドラマやバラエティー番組で共演していた事もあったが、後に母との確執を綴った『ポイズン・ママ～母・小川真由美との40年戦争』（文藝春秋 2012年3月）を刊行した。同書は2018年10月19日に電子書籍化されている。父親は俳優の細川俊之だが2歳の時に離婚。

## 音楽活動
1980年代 新宿ロフトやShibuya O-EASTで開催された「ロックの日」で、ザ・ロケッツをバックに出演。
2004年、自身のバンドは何度か名前やメンバーチェンジを経た後、現在のバンド名JETT SETTとなる。
2006年、ミニアルバム「Go Ahead」発売（JETT CATT RECORDS）。
2014年『BOLLOCKS』（ロック雑誌）にJETT SETTがグラビア掲載される。(No.015 2014年09月 67頁)
2020年10月15日、渋谷Egg Manで行われたCOLOR RED RECORD ワールドデビューオーディションファイナルに出場。
その他、ラジオTHE MIKE ROGERS SHOW、　MIKE ROGERS SHOW CHANNELインタビュー出演

## 母との確執
大女優である母、小川真由美は、狂信していた占いにより、身の回りから一切の緑色と紫色を排除したり、数十羽のチャボを飼ったり、MAHの本名や、学校や、何もかもを「このままだと悪い事が起こる」と次々変えた。幼い頃は母の言う事に従っていたが、付き人が盗んだ300万円の犯人の濡れ衣を着せられたり、食事を与えられず、頻繁に5～7日間の飢餓状態に追い込まれたり、母との関係に苦しみ自殺も考えるようになる。父親や周囲も助けてはくれず、唯一の楽しみはロックのレコードを隠れて聞く事だった。その中にあったピンク・フロイドの「マザー」という曲の歌詞を読み、「世界には同じ思いをしている人達が居るかもしれないから、もう少し生きてみよう」と思った。
2012年、上記の母と娘の確執に迫った『ポイズン・ママ〜母・小川真由美との40年戦争〜』を文藝春秋より上梓。毒親・毒母が社会現象となる。その一方で、好奇の目や偏見から「親を悪く言うなんて！」と叩かれたり、小川真由美を盲信するファンからの反撃にあったりしたが、同書はテレビや雑誌で取り上げられ、毒親・毒母の認知は確実に上がっていった。同年、『問題家族とのつきあい方（春秋BOOKS文藝）』でしまおまほと対談。（春秋BOOKS文藝「本の話」2012年4月13日486～490頁）これ以降、毒親・毒母に関連するイベントに盛んに出演した。また、精神科医の岡田尊司の著書『母という病』に参考文献として『ポイズン・ママ』の一部が掲載される。 (ポプラ社 2012年11月4日 198～199頁)
2012年 - 2015年、阿佐ヶ谷ロフトA、大阪ロフトで行われた毒母ミーティング（トークイベント）では、臨床心理士の信田さよ子、漫画家の田房永子とともに10回にわたるミーティングを実施した。
2013年、『婦人公論』から母である小川真由美との対談を求められるが、これを断り、両者別々のインタビューとなった。（中央公論社2113年10月17日38～41頁）
2014年9月　『季刊Be! 116号』にインタビュー掲載（特定非営利活動法人ASK事業部2014年9月 58～63頁）
2018年『雑誌STORY2月号』私と毒親の"一方的講和条約"特集にインタビュー掲載。（光文社 2月号 2018年2月 211～213頁)。同年『ポイズン・ママ』が電子書籍化される。
2021年『毒親から離れて、幸せになる方法』（宝島社ムック本）でインタビューに応じる（宝島社 2021年11月21日 26～31頁）
2022年、ポイズン・ママ・コミック版をYoutube配信開始。

## 芸能活動
1985年、「二人のベンチ」が女優として初めての活動である。当初は母の付き人をさせられていたが、演出家の目にとまり、眼鏡の文学少女役として出演し、相手役の清水綋治を「ふざけんじゃねぇ！酔っ払いのくせに」と一喝する役どころを務めた。1989年からフォードモデルジャパン（クリームインターナショナル）に所属した後、1990年オフィス・メイへ移籍。1992年以降はフリーとして活動。

### モデル活動
- 無印良品のカタログモデル、ヒロミチナカノコレクションモデル（1989年）
- 「月間カメラマン10月別冊」で巻頭ページモデル（1997年）（モーターマガジン社1997年10月30日 13～17頁）
- 池袋Waccaポスター　ファッションビルモデル（2019年）-  Crawdaddy Studioデザイナーの黒川聡アートディレクションのもと、1人9役で9人のロックスターに変身。

### CM
- ヤクルト珈琲タイム（1990年）・とんねるず木梨憲武の恋人役。
- きゅーりのキューちゃんの3代目Qちゃんガール（1990年）

### テレビ・映画出演
- 「プロゴルファー織部金次郎2」（1994年）・ヒロイン財前直見の同僚役。
- 「大江戸弁護人走る！(テレビ朝日）」（1996年 ）・町娘役。
- 「月曜ドラマスペシャル / 湯けむり仲居純情日記シリーズ」（TBS、1996 - 1997年 ）Vol.5 旅館のお嬢役、Vol.6 自殺願望アリの誘拐犯役（準主役）

### その他
- JIFF映画祭（ジャパン・インディーズ・フィルム・フェスティバル） 審査員（2021年11月）